# Cecidocharella
Cecidocharella is een geslacht van insecten uit de familie van de Boorvliegen (Tephritidae), die tot de orde tweevleugeligen (Diptera) behoort.

## Soort
- C. borrichia Bush and Huettel, 1970